# Infinite-Monkey-Theorem

Durch zufälliges Tippen von unendlicher Dauer auf einer Schreibmaschine werden fast sicher alle Texte Shakespeares oder einer beliebigen Nationalbibliothek entstehen.

Das Infinite-Monkey-Theorem (englisch infinite ‚unendlich‘, monkey ‚Affe‘ und theorem ‚Lehrsatz‘), auch deutsch Theorem der endlos tippenden Affen, besagt, dass ein Affe, der unendlich lange zufällig auf einer Schreibmaschine herumtippt, fast sicher irgendwann alle Bücher in der Bibliothèque nationale de France, der Nationalbibliothek Frankreichs, schreiben wird. In englischsprachigen Ländern heißt es, dass so irgendwann die Werke William Shakespeares entstehen werden.
Eine von mehreren Varianten des Theorems geht von einer unendlichen Anzahl von Affen aus, die gleichzeitig auf Schreibmaschinen herumtippen, und behauptet, dass mindestens einer von ihnen direkt und ohne Fehler die oben genannten Werke eintippen wird.
Die Formulierung des Theorems soll verblüffen und bedient sich daher einer bildlichen Sprache. Das Theorem ist wissenschaftlichen Ursprungs und hat einen mathematisch fundierten Hintergrund. Es verdeutlicht in Form eines Beispiels eine Aussage der Wahrscheinlichkeitstheorie, das Lemma von Borel und Cantelli. Das aus dem Theorem resultierende Gedankenexperiment kann bei der Vorstellung von Unendlichkeit und der Einordnung von Wahrscheinlichkeiten nützlich sein und wird auch zu diesen Zwecken gebraucht.
Die Motive „unendlich viele Affen an Schreibmaschinen“, „ein ewig auf einer Schreibmaschine tippender Affe“ sowie „zufällige Entstehung sinnvoller Texte“ fanden in Literatur und Popkultur Anklang und wurden vielfach benutzt.

## Mathematische Behandlung
Das Theorem ist mit Hilfe einfacher Mittel der Wahrscheinlichkeitsrechnung anschaulich zu beweisen. Es folgt eine vereinfachte Darstellung:
Eine Schreibmaschine habe 50 Tasten. Es sei nun vorausgesetzt, dass ein Affe, der willkürlich auf der Tastatur tippt, jede der 50 Tasten mit der gleichen Wahrscheinlichkeit drückt, dass also keine Taste systematisch bevorzugt oder vernachlässigt wird. Die Wahrscheinlichkeit für das Tippen einer bestimmten Taste beträgt dann jeweils 1/50. Außerdem seien die Tastendrücke unabhängig voneinander. Das bedeutet (etwas vereinfacht), dass die Wahrscheinlichkeit für das Drücken einer Taste beim zweiten Anschlag wieder 1/50 ist, egal welche Taste zuvor gedrückt wurde. Für unabhängige Ereignisse ist die Wahrscheinlichkeit, dass beide gleichzeitig eintreten, gleich dem Produkt aus den Wahrscheinlichkeiten für das Eintreffen der Einzelereignisse.
Das Ereignis A bestehe nun darin, dass ein Affe bei sechsmaligem zufälligem Tippen das Wort „hamlet“ eintippt.
Die Wahrscheinlichkeit, dass der erste getippte Buchstabe ein „h“ ist, beträgt 1/50; ebenso die Wahrscheinlichkeit, dass der nächste Buchstabe ein „a“ ist. Somit ist die Wahrscheinlichkeit für die Buchstabenfolge „ha“ gleich 1/50 · 1/50 (=1/2500). Die Wahrscheinlichkeit {\displaystyle p_{1}} des Ereignisses A, mit den ersten sechs Eingaben die Buchstabenfolge „hamlet“ zu erhalten, ist also {\displaystyle p_{1}=1/50^{6}.} Das komplementäre Ereignis (Gegenereignis) {\displaystyle {\bar {A}}} besteht nun darin, dass bei einer Folge von sechs Buchstaben nicht das Wort „hamlet“ geschrieben wird. Es hat eine Wahrscheinlichkeit von {\displaystyle {\bar {p}}_{1}=1-p_{1}=1-1/50^{6}}.
Deshalb hat das Ereignis, dass bei zwei Versuchen mit jeweils sechs Buchstaben in keinem der beiden das Wort „hamlet“ geschrieben wird, eine Wahrscheinlichkeit von
{\displaystyle {\bar {p}}_{2}={\bar {p}}_{1}\cdot {\bar {p}}_{1}=\left(1-{\frac {1}{50^{6}}}\right)^{2}}
und das Ereignis, dass bei n Versuchen mit jeweils sechs Buchstaben in keinem das Wort „hamlet“ geschrieben wird, hat die Wahrscheinlichkeit
{\displaystyle {\bar {p}}_{n}=\left(1-{\frac {1}{50^{6}}}\right)^{n}.}
Die Folge {\displaystyle ({\bar {p}}_{n})} dieser Wahrscheinlichkeiten strebt mit wachsendem n gegen 0. Also strebt die Folge der Wahrscheinlichkeiten {\displaystyle (p_{n})=(1-{\bar {p}}_{n})}, bei n Versuchen mit jeweils sechs Buchstaben mindestens einmal „hamlet“ zu tippen, gegen 1. Das wiederum bedeutet, dass ein Affe mit zunehmender Anzahl von Versuchen mit gegen 1 strebender Wahrscheinlichkeit das Wort „hamlet“ tippen wird.
Mit diesen Formeln kann man auch Aussagen über die erforderliche Anzahl von Versuchen treffen, mit denen der Affe mit einer bestimmten Wahrscheinlichkeit Erfolg haben wird. Um z. B. mit einer Wahrscheinlichkeit von mindestens 10 Prozent mindestens einmal „hamlet“ getippt zu haben, muss n aus der Ungleichung {\displaystyle p_{n}\geq 0{,}10} bestimmt werden. Es muss also gelten
{\displaystyle 1-\left(1-{\frac {1}{50^{6}}}\right)^{n}\geq 0{,}10}
bzw. umgestellt
{\displaystyle \left(1-{\frac {1}{50^{6}}}\right)^{n}\leq 1-0{,}10.}
Durch Logarithmieren (das ist erlaubt, da alle vorkommenden Werte positiv sind) erhält man die Bedingung
{\displaystyle n\cdot \ln \left(1-{\frac {1}{50^{6}}}\right)\leq \ln 0{,}90}
und nach Division durch ln(1−1/506) (dabei kehrt sich das Ungleichheitszeichen um, da dieser Ausdruck negativ ist).
{\displaystyle n\geq {\frac {\ln 0{,}90}{\ln(1-{\frac {1}{50^{6}}})}}.}
Daraus folgt {\displaystyle n\geq 1.646.257.350}, also werden ca. 1,6 Milliarden Versuche benötigt. Und wenn das gewünschte Resultat mit einer Wahrscheinlichkeit von mindestens 90 Prozent eintreten soll, müssen mindestens
{\displaystyle n\geq {\frac {\ln 0{,}10}{\ln(1-{\frac {1}{50^{6}}})}}}
d. h. {\displaystyle n\geq 35.977.876.618} Versuche durchgeführt werden.
Weiterhin kann man nun bestimmen, wie viele Anschläge gemacht werden müssen, um das gewünschte Resultat mit einer bestimmten Wahrscheinlichkeit zu erzielen. Dazu wird vorausgesetzt, dass nach den ersten sechs Anschlägen der zweite Versuch gleich mit dem zweiten Buchstaben beginnt, so dass nur noch ein weiterer Anschlag gemacht werden muss. Dann braucht der Affe für zwei Versuche nur sieben Anschläge, für drei Versuche acht Anschläge und allgemein für n Versuche n+5 Anschläge. Um also mit einer Wahrscheinlichkeit von mindestens 90 Prozent erfolgreich zu sein, muss er mindestens 35.977.876.618 + 5 Anschläge machen. Bei einer Geschwindigkeit von einem Anschlag pro Sekunde wären das etwa 1.140 Jahre, dann hätte er mit einer Wahrscheinlichkeit von 90 Prozent mindestens einmal das Wort „hamlet“ getippt.
Die obigen Überlegungen kann man leicht verallgemeinern und erhält folgende Formel:
Für die minimale Anzahl n von Versuchen, um auf einer Schreibmaschine mit t Tasten mit einer Wahrscheinlichkeit von mindestens q Prozent eine Buchstabengruppe (in einer bestimmten Reihenfolge) der Länge m zu erhalten, gilt
{\displaystyle n\geq {\frac {\ln(1-{\frac {q}{100}})}{\ln(1-{\frac {1}{t^{m}}})}}.}
Der oben erfolgte Gedankengang lässt sich auch auf die Variante der Fragestellung übertragen, wieso mit Sicherheit mindestens einer von unendlich vielen Affen den Text auf Anhieb korrekt eintippen wird. Zur Einfachheit habe der Text wiederum eine Länge von 6 Buchstaben. In diesem Fall ist {\displaystyle {\bar {p}}_{n}} nun die Wahrscheinlichkeit für das Ereignis, dass keiner der ersten n Affen das Wort „hamlet“ beim ersten Versuch korrekt tippt. Diese Wahrscheinlichkeit strebt ebenfalls gegen null, so dass die Wahrscheinlichkeit dafür, dass mindestens einer der Affen den gewünschten Text beim ersten Male eintippt (also das Gegenereignis), gegen Eins strebt.
Zur Vollständigkeit sei erwähnt: Die Auswahl der Zeichen der gewünschten Folge (hier „hamlet“) ist für diesen Sachverhalt unbedeutend. Ebenso spielt die Länge der Zeichenfolge (hier sechs) keine Rolle: Bei einer längeren Zeichenfolge ist die Wahrscheinlichkeit des Ereignisses (A) zwar geringer, die Annäherung somit langsamer, aber dennoch geschieht die beschriebene Annäherung. Schließlich setzt das Gedankenexperiment zur Durchführung des Zufallsexperimentes als Stilmittel einen symbolischen Affen ein, der den Zufallscharakter repräsentiert. Weiterhin setzt es die große symbolische Länge der genannten Werke ein, um den verblüffenden Effekt auf den Betrachter zu unterstreichen; wie bereits beschrieben ist die Länge der gewünschten Zeichenfolge für die statistische Annäherung an das sichere Ereignis nicht von Bedeutung.